# Али-хан
При́нц Али́ Салма́н Ага́-ха́н (англ. Prince Aly Salomone Aga Khan, 13 июня 1911, Турин, Италия — 12 мая 1960, Сюрен, Франция) — сын султана Ага-хана III, лидера мусульман-низаритов, шиитского ислама и Сеидского потомка пророка Мухаммеда.
Светская личность, жокей, бывший муж актрисы Риты Хейворт. После передачи ему по наследству звания Ага-Хана он занимал пост постоянного представителя Пакистана при ООН с 1958 по 1960 год, вскоре став заместителем председателя Генеральной Ассамблеи.
Титулы принца и принцессы, на которые претендуют дети Ага-хана в силу их происхождения от каджарского шаха Фетх Али-шаха из персидской каджарской династии, были признаны британским правительством в качестве титулов учтивости в 1938 году.

## Юность
Али-хан родился в Турине, Италия, младший сын Ага-хана III и Клеопы Терезы Мальяно. Его отец родился в Карачи, Пакистан. Его мать была итальянкой. Его дед по отцовской линии родился в Иране. У него было так же двое братьев, принц Джузеппе Махди Ага-хан (умер в 1911 году) и Ага-хан, Садруддин. Али-хан получил образование у частных учителей в Индии и Франции. Позже он учился в Англии на юриста.

## Карьера
В 1939 году принц Али вступил во французский иностранный легион и служил с его кавалерийской дивизией в Египте и на Ближнем Востоке. В 1940 году он вступил в Королевское Уилтширское Йоменство, став подполковником в 1944 году. В том же году он участвовал в высадке союзников на юге Франции вместе с армией США, будучи офицером связи в звании капитана, за это он был произведен в офицеры Почетного легиона в 1950 году.
Был награжден орденом Croix de Guerre и медалью Бронзовая звезда.
1 ноября 1956 года принц Али-хан был назначен 1-м полковником 4-го кавалерийского полка пакистанской армии и он сохранил эту честь до самой смерти.
В ноябре 1957 года Али-хан встретился с президентом Пакистана Искандером Мирзой и получил предложение занять пост посла этой страны в ООН. Официальное объявление о назначении было сделано 6 февраля 1958 года.
Как член Комитета ООН по политическим вопросам и безопасности, представляющий Пакистан, Али-хан был с удивлением воспринят многими наблюдателями, некоторые из которых считали его азиатско-африканским ответом Айрин Данн. Американская кинозвезда, Данн недавно была назначена членом делегации США на Генеральной Ассамблее, главным образом в знак признания её усилий по сбору средств от Республиканской партии.
17 сентября 1958 года он был избран заместителем председателя Генеральной Ассамблеи ООН, а также председателем Комитета ООН по наблюдению за установлением мира.

## Личная жизнь
Принц Али-хан был известным плейбоем и ловеласом. «Я был связан с несколькими женщинами», — заявил он как-то в интервью. В список его любовных увлечений входили такие известные личности, как британская дебютантка Маргарет Уигэм, герцогиня Аргайл, и Тельма, виконтесса Фернесс, американка, которая одновременно была связана и с принцем Уэльским.
«Я устал от неприятностей. Джоан была здравомыслящей и собранной девушкой, и я думал, что если женюсь на ней, то это спасет меня от неприятностей».

### Первый брак
Достопочтенная Джоан Барбара Гиннесс (урожденная Ярд-Буллер, 1908—1997) являлась дочерью Джона Реджинальда Лопеса Ярд-Буллера, 3-го барона Черстона и женой капитана группы Томаса Лоэла Гиннесса, члена парламента и члена семьи, которая построила огромный конгломерат пивоварен Гиннесса. Она также была матерью Патрика Гиннеса. В 1935 году Томас Лоэл Гиннесс подал иск о разводе против своей жены, назвав Али-хана «третьей стороной». Он утверждал, что его жена и Али Хан вместе занимали гостиничный номер с 17 по 20 мая 1935 года. Дело было неоспоримым, и Али Хану было приказано оплатить все расходы.
Али-хан и Джоан Барбара Гиннес поженились в Париже 18 мая 1936 года. Перед свадьбой невеста приняла ислам и имя Тадж-уд-Даула. Первый ребенок супругов, принц Карим, родился в Женеве 13 декабря 1936 года. Позже родился второй сын, принц Амин Мухаммад Ага-хан.
Али-хан и Джоан развелись в 1949 году по причине его связи с Памелой Черчилль. После развода Джоан стала женой газетного магната Сеймура Берри, 2-го виконта Камроуза.

### Второй брак
Американская актриса Рита Хейворт вышла замуж за Али-хан через несколько недель после его развода. Церемония состоялась 27 мая и 28 мая 1949 года в Каннах, Франция, ради этого Хейворт оставила свою карьеру в кино.
Али-хан и его семья активно участвовали в скачках. Хейворт не интересовалась этим видом спорта, но все равно стала членом клуба Дель-Мар. Её лошадь, Дабл Роуз, выиграла несколько гонок во Франции и заняла второе место в 1949 году на «Prix de l’Arc de Triomphe».
В 1951 году, еще будучи женатым на Хейворт, Хан был замечен с актрисой Джоан Фонтейн в ночном клубе. Хейворт пригрозила развестись с ним в Рино, штат Невада, США. В начале мая Хейворт переехала туда, чтобы иметь право на развод. Она осталась в Тахо, штат Невада, с их общей дочерью, сказав, что существует угроза похищения ребенка. Хейворт подала на развод с Ханом 2 сентября 1951 года, в качестве причины указала «крайнюю жестокость со стороны Хана».
Хейворт как-то сказала, что может принять ислам, но она этого не сделала. Во время борьбы за опеку над их дочерью, принцессой Ясмин Ага-хан, родившейся 26 декабря 1949 года, принц сказал, что хочет, чтобы она выросла мусульманкой, Хейворт (которая была воспитана католичкой) хотела, чтобы она росла христианкой.
Али-хан и Рита Хейворт развелись в 1953 году. Хейворт отклонила его предложение в 1 000 000 долларов об условии воспитывать Ясмин как мусульманку с семи лет и разрешать ей ездить в Европу, чтобы навещать отца на два или три месяца каждый год.

"Ничто не заставит меня лишить Ясмин возможности жить здесь, в Америке, в безграничной свободе, — заявила Хейворт. «Я уважаю мусульманскую веру и другие религии, но я искренне желаю, чтобы моя дочь была воспитана как нормальная американская девушка в христианской вере. Во всём мире нет такой суммы денег, ради которой стоило бы пожертвовать привилегией этого ребенка жить как нормальная христианка здесь, в США. И мне все равно сколько это будет стоить».

### Помолвка
Будучи все еще женатым на Рите Хейворт, Хан начал отношения с другой американской актрисой, Джин Тирни, с которой он был помолвлен в 1952 году, хотя Джин упоминала об их помолвке несколько раз, она никогда не была официально объявлена. Его отец, однако, решительно выступал против этого союза. После годичной помолвки Тирни рассталась с принцем и вернулась в США, чтобы поправить душевное здоровье. В конце 1950-х годов Али начал встречаться с фотомоделью Симоной Мишлин Бодин. Принц Али-хан убедил её оставить модельную карьеру и остепениться. К 1960-м годам Симона и Хан были помолвлены и ждали ребенка, которого она потеряла после того, как пара попала в автомобильную аварию.

### Отказ в наследстве
12 июля 1957 года, после оглашения завещания Ага-хана III, старший сын Али-хана, Карим Ага-хан, тогда еще студент Гарвардского университета, был назван Ага-Ханом IV и 49-м имамом исмаилистов. Это был первый случай в 1300-летней истории общины когда был обойден путь от отца к сыну.
Согласно завещанию Ага-хана, заявление, которое было представлено прессе его секретарем гласило:

«Принимая во внимание фундаментально изменившиеся тенденции в мире в последние годы в связи с великими изменениями, которые произошли, включая открытия атомной науки, я убеждён, что в интересах шиитской мусульманской общины исмаилитов, меня должен заменить молодой человек, который был воспитан и развит в условиях современного мира и в разгар нового века».

## Смерть
12 мая 1960 года, спустя два года после своего назначения послом Пакистана в ООН, Али-хан получил тяжелые травмы головы в автомобильной аварии в Сюрене, Франция, пригороде Парижа, когда автомобиль, на котором он ехал, столкнулся с другим автомобилем на пересечении бульвара Анри Селье и улицы Мон Валериен, когда он и его беременная невеста Симона направлялись на вечеринку. Вскоре после этого он умер в больнице Фоша (в Сюрене). Симона получила травму лба и потеряла ребенка. Шофер принца, сидевший на заднем сиденье выжил, как и водитель встречной машины.
Сначала Али-хана похоронили на территории Шато де л’Оризон, его дома на юге Франции, где он должен был оставаться до тех пор, пока для него не построят мавзолей в Сирии. Его останки были перевезены в Дамаск, Сирия, 11 июля 1972 года и были перезахоронены в Саламии.
Его состояние почти полностью перешло его детям, а Симона получила завещание в размере 280 000 долларов США.